# Erzbistum Arusha
Das Erzbistum Arusha (lat.: Archidioecesis Arushaensis) ist eine in Tansania gelegene römisch-katholische Erzdiözese mit Sitz in Arusha.

## Geschichte
Das Bistum Arusha wurde am 1. März 1963 durch Papst Johannes XXIII. aus Gebietsabtretungen des Bistums Moshi errichtet und dem Erzbistum Daressalam als Suffraganbistum unterstellt. Am 16. März 1999 wurde das Bistum Arusha durch Papst Johannes Paul II. zum Erzbistum erhoben.

## Ordinarien

### Bischöfe von Arusha
- Dennis Vincent Durning CSSp, 1963–1989
- Fortunatus Lukanima, 1989–1998
- Josaphat Louis Lebulu, 1998–1999

### Erzbischöfe von Arusha
- Josaphat Louis Lebulu, 1999–2017
- Isaac Amani Massawe, seit 2017